# São Francisco de Assis (Rio Grande do Sul)
São Francisco de Assis é um município brasileiro do estado do Rio Grande do Sul. A cidade é conhecida como Querência do Bugio, por ter sido local de criação deste ritmo musical e de dança, e por abrigar bugios nas praças da cidade.

## História

### Cronologia
- 1627 - Em fins de abril ou início de maio foi fundada pelo padre Roque Gonzáles a Redução Jesuítica de Nossa Senhora da Candelária do Ibicuí, a segunda do estado do Rio Grande do Sul, próximo da atual Praia do Jacaquá. Perdurou até 1832, quando foi destruída e sua população foge dos bandeirantes, deslocando-se para fundar Santo Tomé.[10]
- 1632 - em 13 de Junho , foi fundada a da Redução Jesuítica São Thomé do Ibicuí, onde hoje é a conhecida "Gruta São Tomé". Os fundadores foram os padres Manuel Bertot, Luis Ernot, Romero, Cristóvão Mendoza e Paulo Benavides.[10][11][12]
- 1801 - Após os portugueses conquistarem da Espanha a região das missões, guardas de milicianos portugueses são instaladas ao norte do Rio Ibicuí. Uma delas é a guarda de São Francisco de Assis, cujo Forte foi construído à margem esquerda do rio Inhacundá.[13][14][15]
- 1809 - Início da povoação permanente, ao redor do Forte.[16]
- 1834 - Chegada de famílias imigrantes alemãs, lideradas por Heinrich Jacob Reichert.[10]
- 1884 - através da Lei 1.427 o município de São Francisco de Assis foi emancipado. Os portugueses que aqui permaneceram continuaram a criação de bovinos de corte, atividade que até hoje é predominante no município. No início do século, imigrantes italianos e alemães colonizaram a parte serrana do município, onde exercem atividades agrícolas até o dia de hoje.
- 1923 - Revolução de 1923, palco de duros combates entre governistas (Ximangos, republicanos) e oposição (Maragatos, federalistas). O combate trouxe muitas consequências para a sociedade da época, não só para São Francisco Assis mas para todo o Rio Grande do Sul. Houve uma grande parada econômica devido a falta de mão-de-obra, na época composta quase exclusivamente por homens.[17]
- 2000- Inicia a primeira FEICASSIS (Feira Regional da Indústria, Agroindústria, Comércio, Artesanato e Serviços), evento do setor comercial da cidade.

## Morte do Senador Salgado Filho
Um acontecimento ligado à São Francisco de Assis foi o da morte do então Senador Salgado Filho (Joaquim Pedro Salgado Filho), que aconteceu no dia 30 de julho de 1950, quando o Bimotor Lockheed L-18 Lodestar que o levava rumo a um encontro com Getúlio Vargas, na fazenda do ex-presidente de São Borja, se chocou com uma Colina, (Cerro dos Cortelini), no Rincão dos Dornelles, Segundo Distrito.
O piloto do avião era o Comandante Gustavo Ernesto de Carvalho Krämer, pioneiro da aviação nacional, sendo fundador da SAVAG (Sociedade Anônima Aviação Gaúcha). O Avião do acidente era um Lockheed Model 18 Lodestar, primeiro dos três aviões adquiridos da PANAIR, de prefixo PP-SAA, apelido de “Cidade de São Pedro do Rio Grande”. 

### Vítimas
1. Salgado Filho;
2. Gustavo Ernesto Krämer (Piloto e Comandante);
3. Plínio dos Santos Correa (Copiloto);
4. Ivo Rodrigues da Silva (Radiotelegrafista);
5. Jorge Alcero A. (Comissário);
6. Manoel Saraiva Soares (Mecânico aeronáutico);
7. Rui Ramos Teixeira (Advogado);
8. Paulo de Andrade J. (Jornalista);
9. Osvaldo Jaques Dornelles (Fazendeiro);
10. Ivens Pacheco Trindade (Líder ferroviário).

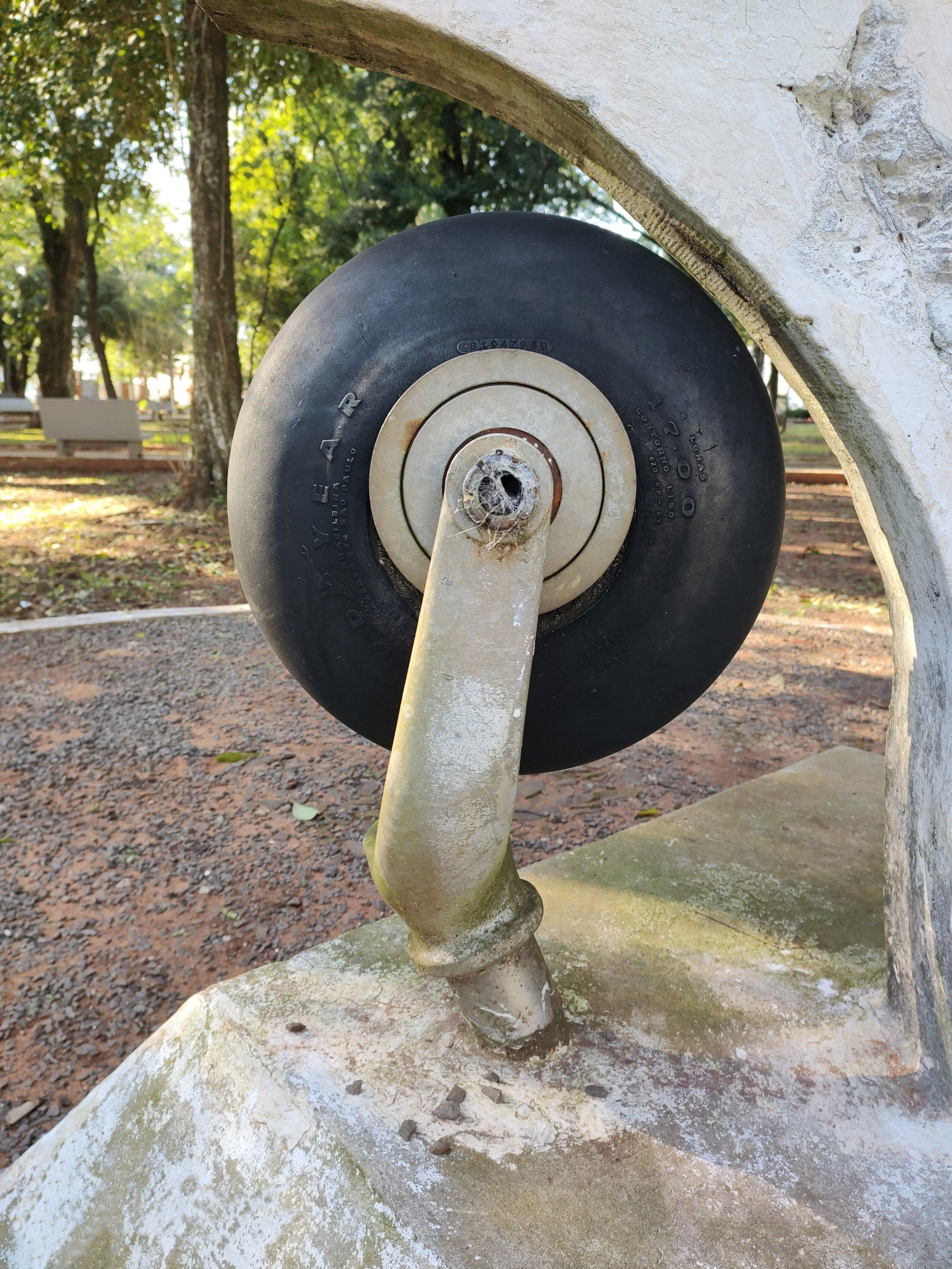
Monumento localizado na Praça Cel. Manoel Viana

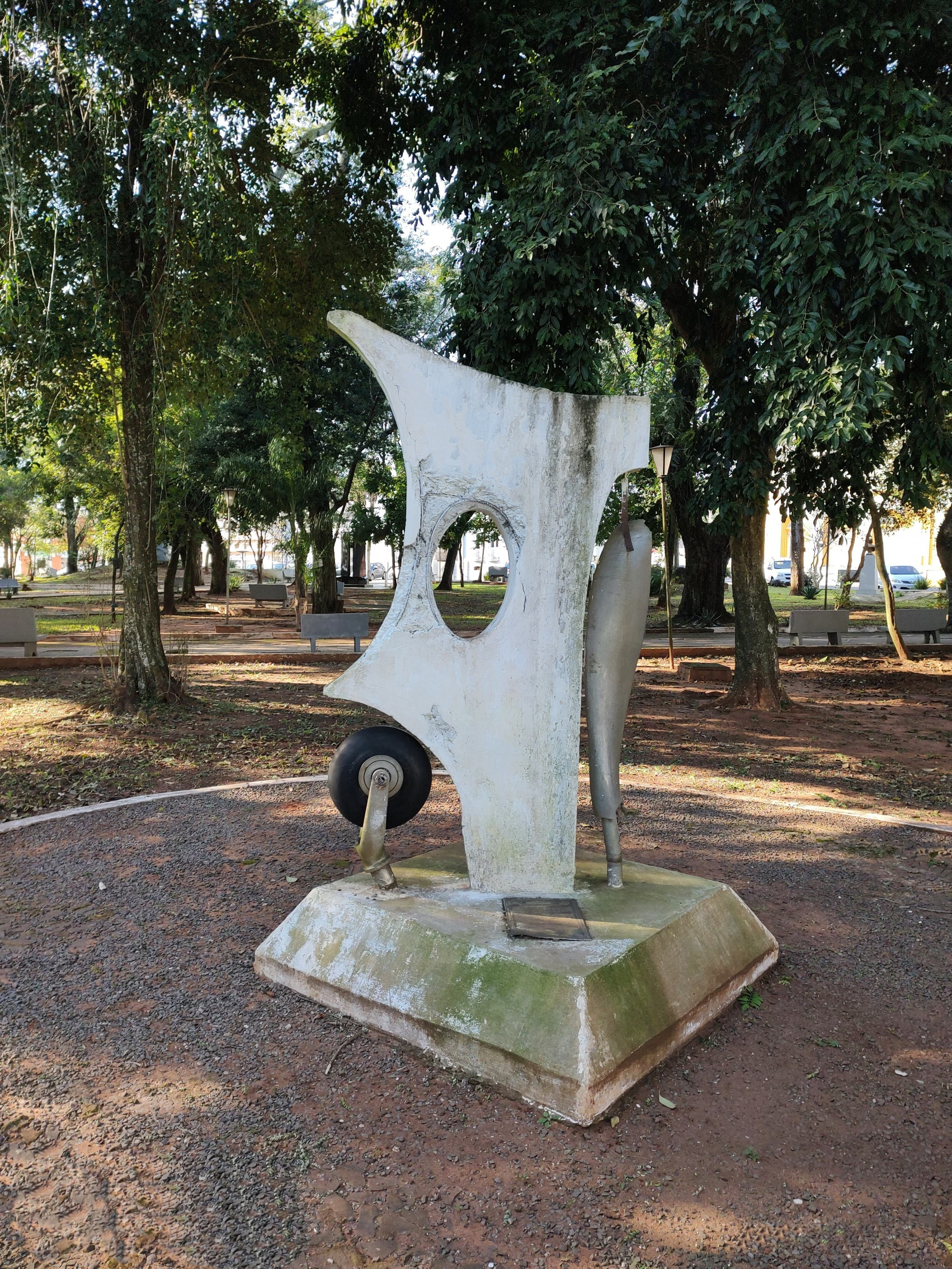
Monumento histórico, localizado na Praça Cel. Manoel Viana

## Paleontologia
São Francisco de Assis é berço de descobertas magníficas na era da Paleontologia. Foram descobertos por Paleontólogos fósseis de animais que teriam vivido a mais de 250 milhões de anos, como os Dinossauros. 

## Economia
A economia de São Francisco de Assis alicerçada no setor primário, destaca-se pela grande produção de grãos e geração de renda através da pecuária. Cerca de R$ 45 milhões são gerados através das diversas culturas, como soja cuja área plantada é de mais de 17 mil hectares, com produtividade de 2,4 ton/ha. Outras culturas são de milho (4.200 ha), arroz (4.700 ha), fumo (1.000 ha) e trigo (610 ha), conforme dados fornecidos pela Emater/RS. O comércio e a prestação de serviços, em pleno desenvolvimento, são outras fontes de renda, que geram receitas para o município de São Francisco de Assis, sendo que nos últimos anos têm mostrado um grande crescimento.

### Agroindústrias

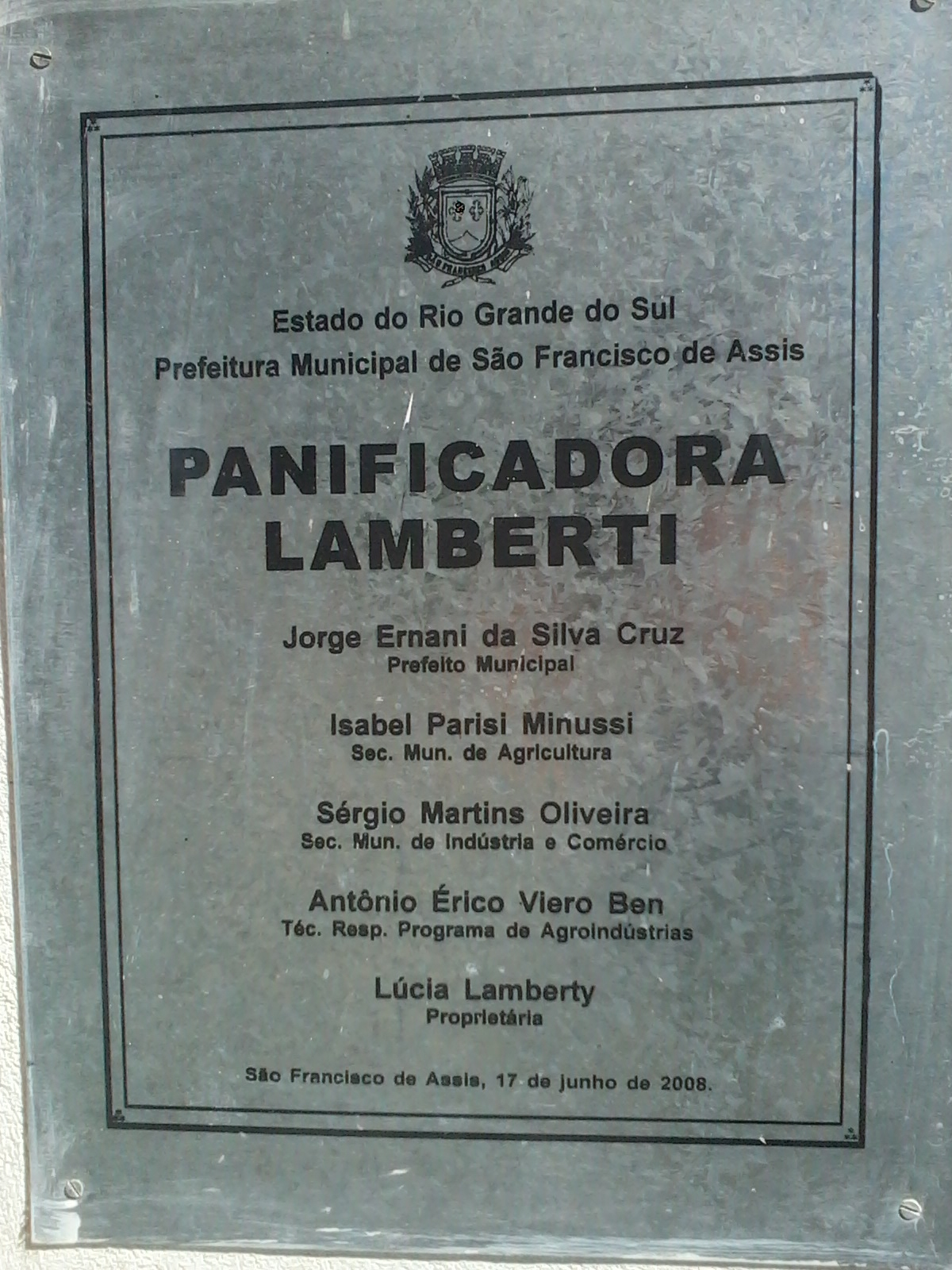
Placa da Panificadora Lamberti

O Programa de Desenvolvimento Agroindustrial de São Francisco de Assis foi instituído em 2006 (pela lei municipal nº 183/06), com incentivos de programas sociais do Governo Federal como "Mais Alimentos" e Pronaf, com o objetivo principal de inserir o produtor familiar no processo produtivo, através do incentivo à produção in natura e ao processamento agroindustrial de produtos de origem vegetal e animal. Hoje o município conta com 18 agroindústrias, distribuídas, em sua grande maioria, no interior do município.

## Comunicações
São Francisco de Assis é atendida pelas seguintes empresas de telefonia: Oi, Claro, Vivo e TIM. 

### Sinal de Televisão
São Francisco de Assis tem abrangência da RBS TV Santa Maria, sinal aberto HDTV (8.1 digital / 33 UHF), e SBT RS (13 VHF). TV por assinatura são as seguintes: Oi TV, Sky Brasil, Claro TV e SAT HD Regional. 

### Operadoras de Internet
- Impactus
- Rede Conesul Telecomunicações
- Netsky
- Osirnet Telecom
- RSInfo (via rádio)
- HughesNet
- ViaSat
- Azecom
- Netcom (via rádio)

São Francisco de Assis apresenta os dados colhidos nos anos de 2018 para setor da telefonia, havendo 1.055 ligações de telefones fixos. Dados colhidos no ano de 2019 para assinatura de TV, no total de 8.888, e 1.464 acessos à conexão com a internet.

### Emissoras de Rádio AM/FM
- Radiodifusão Assisense AM 1490 KHz
- Rádio Alternativa FM 106.3 MHz
- Rádio Comunitária Sentinela Pampeana FM 87.9 MHz
- Rádio Comunitária Serrana FM 87.9 MHz

## Infraestrutura

### Rodovias de acesso ao município
As rodovias que dão acesso a São Francisco de Assis são: RS-377, liga aos municípios de Santiago e Alegrete, e a RS-241, que liga a São Vicente do Sul, dando acesso à cidade de Santa Maria. A distância do município à capital do Estado é de 430 km e da cidade de Santa Maria, referência regional é de 140 km.

### Transporte rodoviário
A Estação Rodoviária de São Francisco de Assis possui 6 box para ônibus, e é considerada uma das mais lindas do Rio Grande do Sul. Seu formato de Disco voador é único. Dentro do prédio, há Restaurante no 2º andar, e Sorveteria, banheiros masculino/feminino, e sala de espera no térreo.  Também no local onde funcionava a Loterias Bozano, atualmente está em funcionamento a Secretaria Municipal de Meio Ambiente de São Francisco de Assis. Na área externa, tem ponto de Táxi.
O horário de funcionamento do balcão de serviços são os seguintes: Segunda à sexta-feira: Diurno - das 08h00 às 12h00, e das 12h45min às 18h00. Noturno - das 23h00 às 04h00. Sábado: das 08h00 às 12h00 e das 13h30min às 18h00. Domingo: das 14h00 às 18h00 e das 22h30min às 04h00.  
Atualmente o Terminal rodoviário conta com horários para as seguintes Cidades: Alegrete (Rio Grande do Sul), Manoel Viana, Porto Alegre, Santa Maria (Rio Grande do Sul), São Pedro do Sul (Rio Grande do Sul), São Vicente do Sul, Santiago (Rio Grande do Sul) e Uruguaiana.  

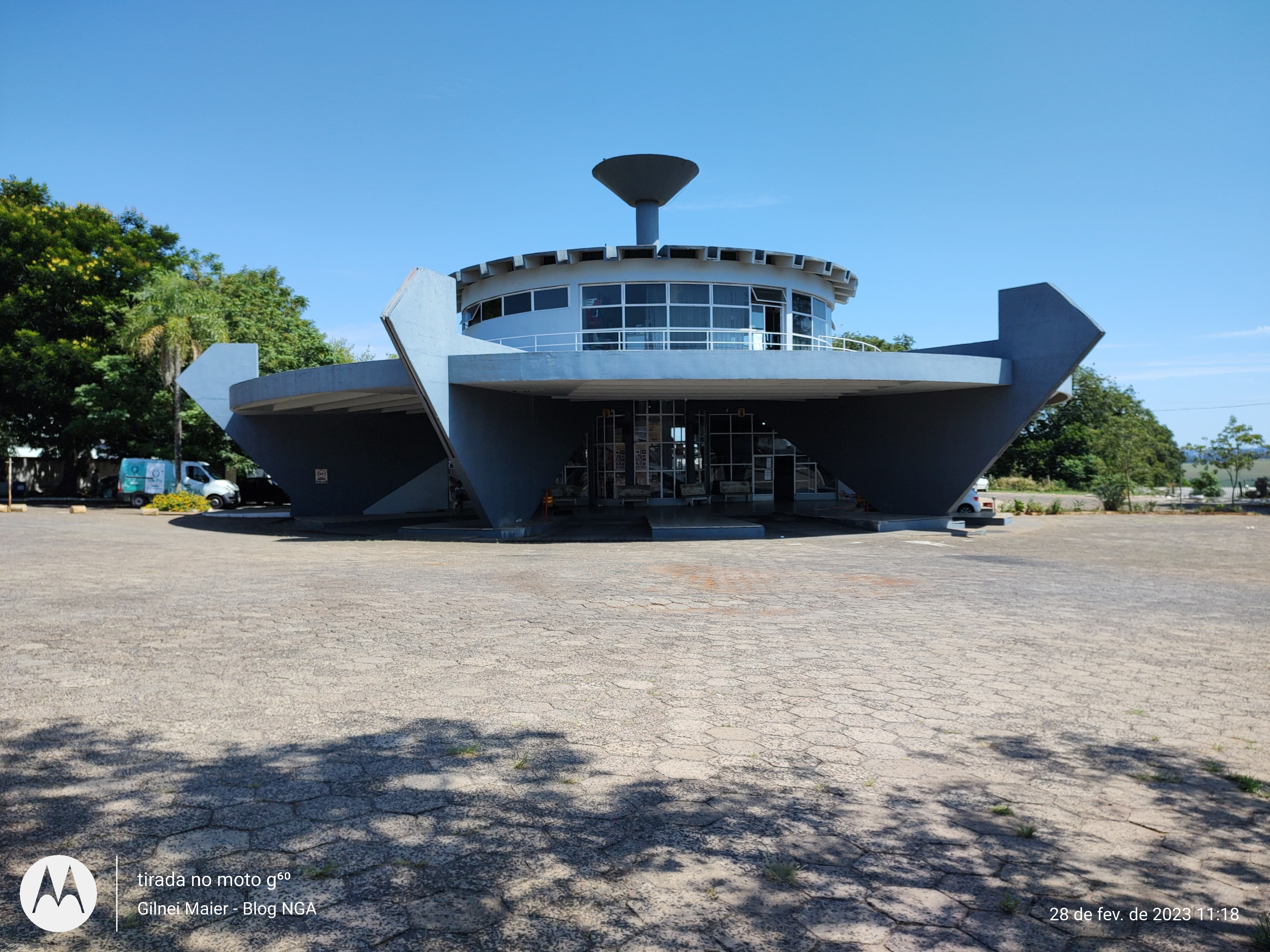
Estação Rodoviária de São Francisco de Assis

### Hospital Santo Antônio (HSA)
O Hospital Santo Antônio atende toda a comunidade assisense, bem como cidades da região. O HSA é referência em Saúde Mental, Unidade de Cuidados Prolongados (UCP) e Cirurgias Eletivas. Na instituição, são realizados exames de Raios X, Tomografia computadorizada, Mamografia, Eletrocardiograma, Endoscopia, Colonoscopia, Ultrassonografia e Ecodoppler carotídeo e vertebral.
Fundado em 28 de junho de 1931, iniciou suas atividades no dia 6 de janeiro de 1948, Instituição Jurídica, sem fins lucrativos, com sede à Rua 13 de Janeiro n° 1424, no centro. Reconhecida de Utilidade Pública Municipal e Utilidade Pública Estadual. O HSA, como instituição filantrópica, dedica-se ao atendimento da comunidade local e regional, prestando atendimento para 33 municípios gaúchos, nas áreas de abrangência da 4ª Coordenadoria Regional de Saúde - Santa Maria, abrangendo uma população de 559.069 pessoas pertencentes à Macrorregião Centro-Oeste do Rio Grande do Sul. 
Presta serviços a pacientes de diversos convênios, sendo mais de 60% provenientes do Sistema único de Saúde (SUS). Atuam como referência em média complexidade nas áreas de saúde mental, cirurgias eletivas e exames de ultrassonografia. Unidade de Cuidados Prolongados- UCP com 15 leitos referenciados para a região da 4ª CRS. Hospital Santo Antônio possui 64 leitos, sendo 49 SUS e 15 leitos para outros convênios para atendimentos nas seguintes áreas: Saúde Mental, Clínica Médica, Clínica cirúrgica e pediátrica. 
Bloco cirúrgico reformado contendo 2 salas cirúrgicas, sala recuperação com 4 leitos, atende pronto atendimento 24hs urgência/emergência, radiologia, ultrassonografia, eletrocardiograma, endoscopia e colonoscopia e implantando tomografia computadorizada. Com um quadro de 14 médicos nas diversas áreas. Atende em média 100 internações/mês e 4 mil atendimentos ambulatoriais/mês.

### Serviço de Atendimento Móvel de Urgência - SAMU
São Francisco de Assis, conta com o Serviço de Atendimento Móvel de Urgência (SAMU) 192. Trata-se de um serviço pré-hospitalar que visa prestar socorro às vítimas e conduzi-las aos recursos que necessitam com a maior brevidade possível, este serviço dispõe duas unidades de suporte básico (veículo destinado ao atendimento de socorro de pacientes com risco de vida). O Programa Salvar SAMU, que tem como base as instalações localizadas no Bairro Assis Brasil, tendo uma ampla garagem que comporta as duas ambulâncias, uma copa, dormitório e sanitário para funcionário. 
Abrange todo território do município, área rural e urbana. O SAMU 192 é um serviço gratuito, 24 horas, que é acionado por uma central de regulação das urgências em Porto Alegre. Havendo várias críticas dos usuários quanto esta regulação, por ser burocrática e demorada, impedindo a agilização do serviço de atendimento pela equipe. O serviço de Pronto Socorro, 24 horas, é ofertado pelo Hospital Santo Antônio, e serve de referência para o atendimento do SAMU.

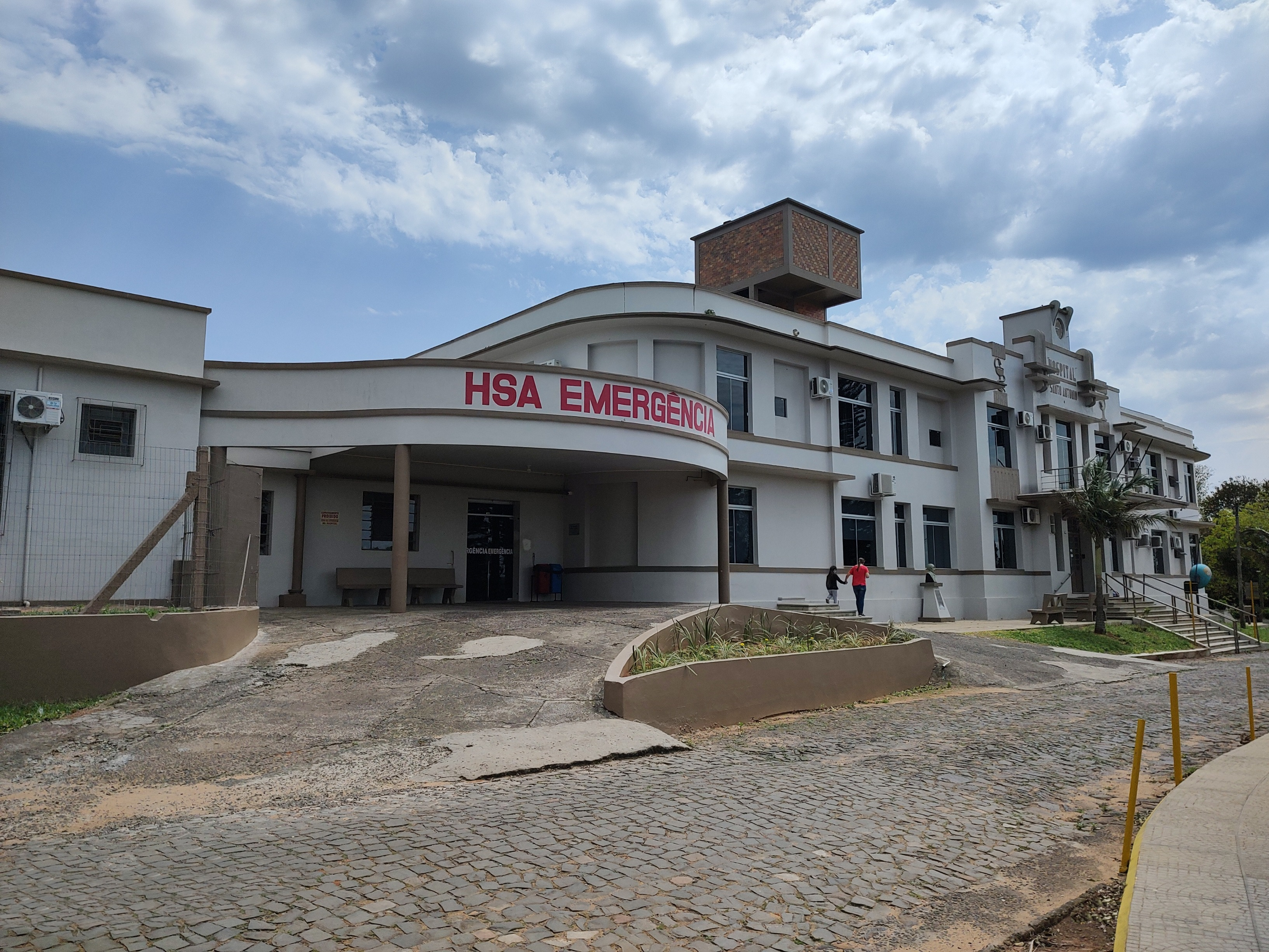
Prédio do Hospital Santo Antônio (HSA)

### Rede escolar
São cinco Escolas Municipais de Ensino Infantil dispostas no território urbano do município, sendo: EMEI Trem da Alegria, EMEI Dente de Leite, EMEI Pimentinha, EMEI Lucinda Chimelo e EMEI Professora Olga Mary. As Escolas de Ensino Fundamental são em número de 11, sendo 8 escolas da rede de ensino municipal, destas duas instituições estão localizadas em área rural. São duas as escolas da rede de ensino estadual deste nível de ensino, uma localizada em área urbana e outra em área rural. 
Destaca-se a existência de uma Escola Especial que atende pessoas com deficiências – déficit cognitivo, motor e transtornos comportamentais. As Escolas de Ensino Médio pertencem à rede estadual de ensino, estando duas localizadas em área rural do município, como pólos de ensino, e uma localizada em área urbana central, a qual oferece além do curriculum do ensino médio, também o Ensino para Jovens e Adultos – EJA (ensino fundamental e médio), Curso Normal, e o Aproveitamento Pedagógico – APE. A rede de ensino pública instalada no município abrange toda a demanda de estudantes, conforme sua faixa etária e nível escolar, não havendo fila de espera para matrículas.

### Abastecimento de água
O abastecimento de água do município tem a concessão dos serviços sob responsabilidade da Companhia Riograndense de Saneamento – CORSAN. O sistema de captação da água urbana é feito através de poços artesianos (captação subterrânea), não possuindo manancial de captação superficial. Existem cinco poços ativos no município e no interior desses é feito o tratamento da água, com cloro e flúor, e as economias abastecidas por rede de distribuição Sistema de Abastecimento de Água - SAA. 
Na zona rural do município, o abastecimento de água é realizado por fontes, poços rasos e poços artesianos sendo alguns comunitários, através de Soluções Alternativas Coletivas – SAC e outros individuais, os Sistemas Alternativos Individuais (SISÁGUA, 2022). O município tem por meta realizar o tramento de 100% das Soluções Alternativas Coletivas, disponibilizando água potável para o consumo humano.

### Rede de esgoto
O sistema de esgotamento sanitário do município de São Francisco de Assis tem a concessão dos serviços sob responsabilidade da Corsan, possuindo um sistema de esgotamento sanitário do tipo coletivo e individual. A rede pública coletora de esgoto sanitário está localizada em sua maioria na parte central da cidade possuindo 8.000 metros de rede funcionando por gravidade, contando apenas 508 economias ligadas à rede. A cidade de São Francisco de Assis não possui topografia favorável para abrangência de 100% das economias com redes publicas de coleta de esgoto. Todo o resíduo coletado pela rede publica é destinado às lagoas de tratamento de esgoto do município. 
Existe um estudo de viabilidade entre CORSAN e Prefeitura Municipal para a construção de uma Estação de Tratamento de Esgoto (ETE) de acordo com os padrões e normas técnicas vigentes e revitalização da área degradada pelas lagoas atuais. Em locais onde a rede de esgoto pública não está disponível, é muito utilizado o sistema de tratamento do tipo individual, composto por fossa séptica e sumidouro ou somente sumidouro. Já na zona rural do município, 92,81% das residências utilizam sumidouro, 3,67% depositam os resíduos a céu aberto e 3,52% utilizam sistema de esgoto com fossa séptica e sumidouro. (DATASUS/SIAB, 2013).

### Limpeza urbana
O recolhimento dos resíduos sólidos, a coleta e disposição final dos resíduos sólidos de limpeza urbana (material oriundo da construção civil e de podas), resíduos sólidos domiciliares e públicos são realizados pela Prefeitura Municipal através da Secretaria Municipal de Obras e Saneamento. Os resíduos domiciliares são encaminhados para o aterro sanitário da empresa Revita, no município de Santa Maria. E, no caso dos resíduos sólidos originados do Serviço de Saúde Pública e privados é realizado por empresa prestadora de serviços terceirizada e licenciada. Segundo Sistema Nacional de Informações sobre Saneamento Básico - SNIS, no ano de 2008, 100% da população urbana foi atendida pelo sistema de coleta de resíduos sólidos domiciliares.

### Aeroportos mais próximos
- Aeroporto Regional de Alegrete - 79.5 km
- Aeroporto de Santa Maria (Rio Grande do Sul) - 140.3 km

### Municípios próximos
- Nova Esperança do Sul - 32.9 km
- Manoel Viana - 35 km
- Jaguari - 44.1 km
- Cacequi - 45.7 km
- São Vicente do Sul - 45.9 km
- Santiago (Rio Grande do Sul) - 50 km

### Algumas localidades
| Barragem do Itú      | Esquina dos Giodas      | Paredão            | Porteira do Toroquá | Rincão dos Trombini  | Belluno           | Esquina Silva                                 | Inhandijú             | Passo do Banhado    |
| Potreiro Grande      | Rincão Ferrando         | Bevengnú           | Farinheiro          | Passo do Goulart     | Rincão Lambert    | Boa Vista                                     | Passo do Nagel        | Gruta Manjolo       |
| Passo do Leão        | Quilombo                | São Thomé          | Buricaci            | Recreio              | Cerro do Marco    | Jacaquá                                       | Rincão Santa Rosa     | Passo do Haigert    |
| Serrinha do Inhacevá | Cerro da Vigia          | Jaguarizinho       | Perseverança        | Rincão dos Luzes     | Taperão           | Cerro dos Cortelini (no Rincão dos Dornelles) | Picada dos Pereiras   | Limoeiro            |
| Mocambo              | Picada dos Reser (Röse) | Rincão dos Machado | Vila Krämer         | Encruzilhada         | Monte Alegre      | Pinheiro Bonito                               | Vista Alegre          | Rincão dos Salbego  |
| Rincão dos Benacchio | Toroquá                 | Cerro dos Hemann   | Picada do Padre     | Rincão dos Dornelles | Vassoura          | Cerro dos Telles                              | Mato Grande           | Serrinha do Butiá   |
| Engenho Velho        | Parada Rica             | Piquiri            | Rincão dos Savaris  | Formigueiro          | Caripasso         | Sobra do Itajuru                              | Sanga Funda           | Santo Isidro        |
| Taquari              | Farinheiro              | Stivanin           | Bonelli             | Rincão dos Pedros    | Rincão dos Primon | Calvário                                      | Rincão dos Costacurta | Rincão dos Moscatto |

## População
A População da Cidade de São Francisco de Assis (RS) chegou a 17.618 pessoas no Censo demográfico do Brasil de 2022, o que representa uma queda de -8,5% em comparação com o Censo demográfico do Brasil de 2010. Os resultados foram divulgados nesta quarta-feira (28) pelo Instituto Brasileiro de Geografia e Estatística   (IBGE).